# Jakob von Ermarth

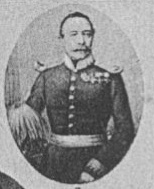
Jakob von Ermarth

Jakob Ermarth, seit 1855 Ritter von Ermarth, (* 26. Oktober 1790 in Ingolstadt; † 3. April 1865 in Augsburg) war ein bayerischer Generalleutnant.

## Leben

### Familie
Ermarth war der Sohn eines bayerischen Feldwebels, der aus dem rheinhessischen Wachenheim an der Pfrimm stammte. Er war mit Maria, geborene Popp verheiratet. Sie war die Tochter des geadelten Oberappellationsgerichts-Direktors Friedrich von Popp (1757–1837).

### Militärkarriere
Bedingt durch das militärische Umfeld, in dem er aufwuchs, trat Ermarth bereits am 1. Juli 1801 als Pfeifer in die Bayerische Armee ein. Er diente im späteren 6. Infanterie-Regiment, der Einheit seines Vaters. Hier wurde der Junge 1803 Hautboist und schlug dann die Offizierslaufbahn ein. 1815 war er schon Oberleutnant und man versetzte ihn am 22. Februar des Jahres zum Infanterie-Leib-Regiment. 1831 avancierte Ermarth dort zum Hauptmann, wobei er u. a. als Adjutant des Generals Karl Theodor von Pappenheim (1771–1853) fungierte. 1839 wurde er Major, gleichzeitig arbeitete er als Referent im Kriegsministerium und erhielt 1843 das Kreuz des Ludwigsordens.
Als Oberst stieg Ermarth 1848 zum Kommandeur des Infanterie-Leib-Regiments auf und blieb es bis 1851. Am 30. Juni 1851 ernannte man Ermarth zum Generalmajor und Kommandanten der Bundesfestung Ulm, mit Datum vom 28. Dezember 1852 zum Kommandeur der 4. Infanterie-Brigade in Ingolstadt. Schließlich wurde er Stadtkommandant von Augsburg und erhielt als solcher am 1. Januar 1855 das Ritterkreuz des Verdienstordens der Bayerischen Krone. Damit verbunden war die Erhebung in den persönlichen Adelsstand und er durfte sich nach der Eintragung in die Adelsmatrikel Ritter von Ermarth nennen.
Mit Datum vom 9. Mai 1859 trat Ermarth als Generalleutnant in den Ruhestand, wurde nach seinem Tod nach München überführt und dort auf dem Alten Südfriedhof beigesetzt.
Der General erscheint 1860 als Mitglied im Verein zur Unterstützung bedürftiger Bewohner Münchens mit Brennmaterial und im Kunstverein München.

## Grabstätte

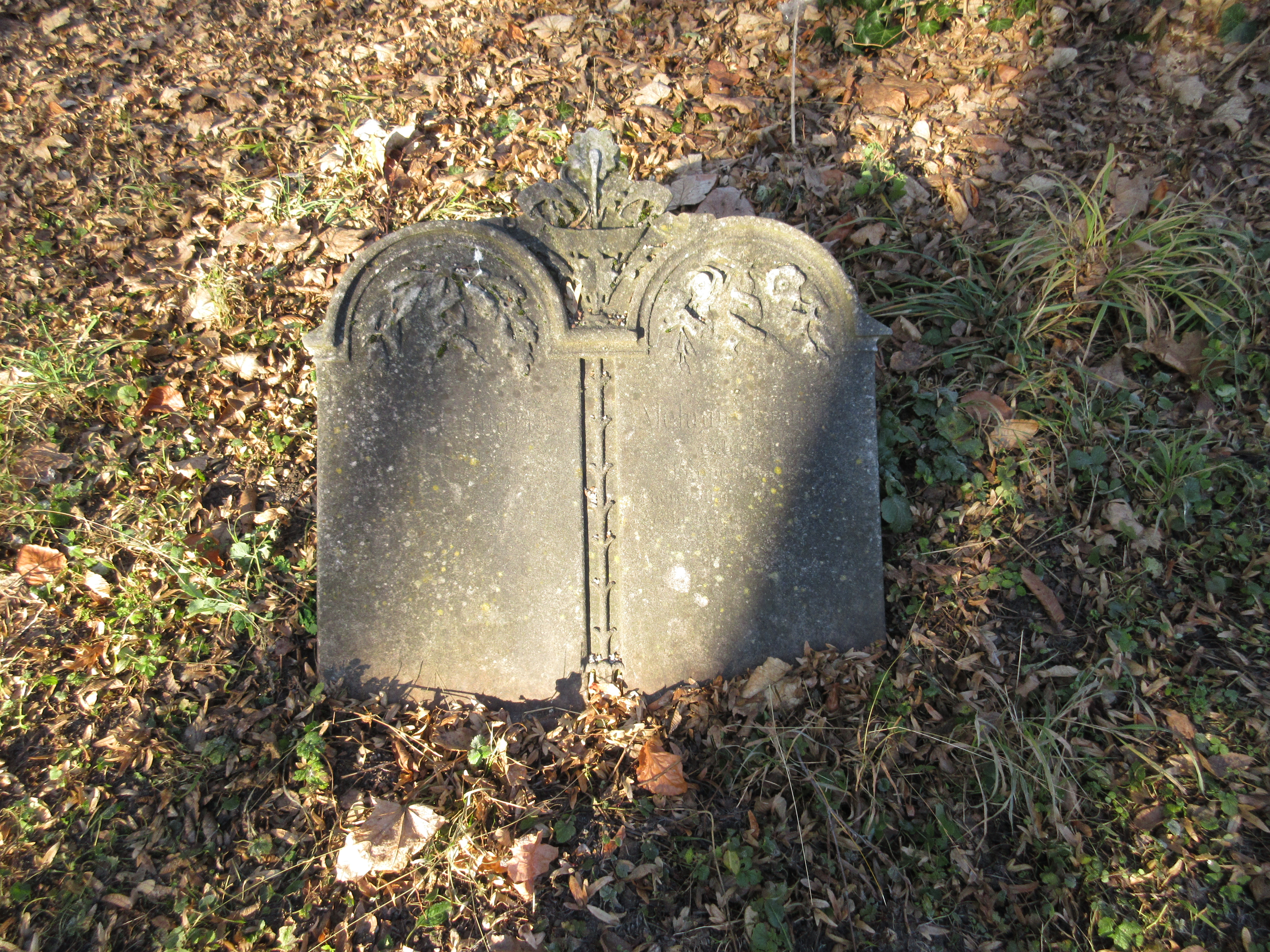
Grab von Jakob Ermarth auf dem Alten Südlichen Friedhof in München

Die Grabstätte von Jakob Ermarth befindet sich auf dem Alten Südlichen Friedhof in München (Gräberfeld 21 – Reihe 12 – Platz 1) Standort.